# Ludwig Kaas
Ludwig Kaas (ur. 23 maja 1881 w Trewirze, zm. 15 kwietnia 1952 w Rzymie) – niemiecki ksiądz katolicki, polityk katolickiej partii Centrum (niem. Deutsche Zentrumspartei, Zentrum), której przewodniczył w latach 1928–1933. 
W latach 1926–1928 delegat Ligi Narodów, w okresie 1919–1920 członek Zgromadzenia Narodowego (niem. Weimarer Nationalversammlung), poseł do Reichstagu (1920–1933). 
W 1933 niespodziewanie opuścił Niemcy, udając się do Rzymu, gdzie pełnił funkcje protonotariusza (1934), kanonika bazyliki św. Piotra na Watykanie (1935) i kierownika warsztatów rzemieślniczych przy bazylice (1936). W 1937 współpracował przy powstaniu encykliki papieża Piusa XI Mit brennender Sorge odnoszącej się do sytuacji Kościoła w III Rzeszy – potępiającej narodowy socjalizm i politykę Niemiec pod rządami Hitlera. Nadzorował poszukiwania grobu świętego Piotra, zakończone sukcesem w 1950.